# Kepler-18 c
Kepler-18 c (GSC 03149-02089 c, KIC 8644288 c, 2MASS J19521906+4444467 c) — друга з трьох екзопланет у зірки Kepler-18 в сузір'ї Лебедя.
Екзопланета належить до класу Гарячих нептунів і являє собою газовий гігант нагрітий до 911 Кельвінів, що не має твердої поверхні. Її середня щільність набагато менша, ніж у Нептуна, що говорить про малу кількість важких елементів в хімічному складі. Радіус Kepler-18 з дорівнює 5 земних радіусів. Вона обертається на відстані 0,075 а.о. від зірки, здійснюючи повний оборот за сім з половиною доби.
Автори відкриття вирахували, що планета має масивне ядро і спостерігається орбітальний резонанс 2:1 з планетою Kepler-18 d.

## Зірка
Зірка Kepler-20, також відома як GSC 03149-02089, відноситься до зірок спектрального класу GV. Зірка знаходиться в 1761 світлових років від Землі в сузір'ї Лебедя. Навколо зірки обертаються, як мінімум, три планети.
Kepler-18 — зірка 13,5 величини, за своїми параметрами схожа на наше Сонце. Її маса і радіус практично ідентичні сонячним; температура поверхні становить близько 5345 кельвінів. У хімічному складі зірки виявлено підвищений вміст важких елементів. Однак за віком Kepler-18 набагато старше нашого Сонця — їй близько 10 мільярдів років. Зірка отримала своє найменування на честь космічного телескопа Кеплер, який відкрив у неї планети.